# Ríver Atlético Clube
|  | No s'ha de confondre amb Ríver Esporte Clube. |

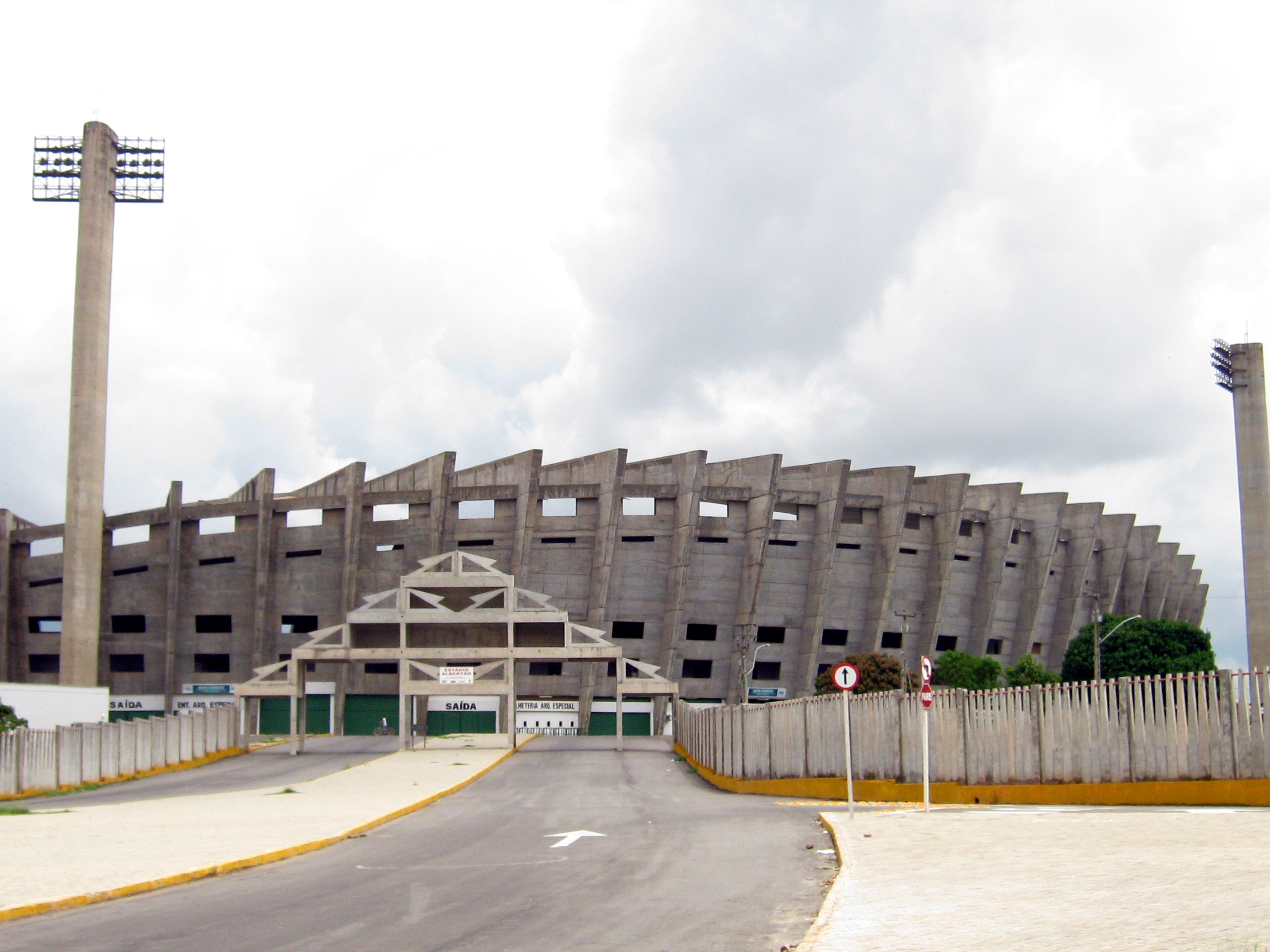
Estadi Governador Alberto Tavares Silva.

El Ríver Atlético Clube és un club de futbol brasiler de la ciutat de Teresina a l'estat de Piauí.

## Història
L'1 de març de 1946, el club fou fundat per estudiants del Ginásio Leão XIII, comandats pel professor Anilthon Soares. El club comprà samarretes al River Plate de l'Argentina, i n'adoptà el nom i colors. El 1948, dos anys després de la fundació del club, guanyà el seu primer campionat piauiense. Des d'aleshores i fins al 2014 el club s'ha proclamat campió estatal en 28 ocasions. Els anys 1977, 1978, 1979, 1981, i 1982 disputà el Campeonato Brasileiro Série A. A més el 2000 jugà la Copa João Havelange, equivalent al campionat brasiler.

## Palmarès
- Campionat piauiense:
  - 1948, 1950, 1951, 1952, 1953, 1954, 1955, 1956, 1958, 1959, 1960, 1961, 1962, 1963, 1973, 1975, 1977, 1978, 1980, 1981, 1989, 1996, 1999, 2000, 2001, 2002, 2007, 2014

## Estadi
El club disputa els seus partits a l'Estadi Governador Alberto Tavares Silva, anomenat Albertão amb capacitat per a 60.000 espectadors.
Ríver també juga a l'Estadi Lindolfo Monteiro, anomenat Lindolfinho, amb capacitat per a 8.000 espectadors.

## Rivals
El derbi entre Ríver i Esporte Clube Flamengo és conegut com a Rivengo, fusió dels noms Ríver i Flamengo.